# Heather Marks
Heather Marks (Calgary, Canadá; 25 de julio de 1988) es una modelo canadiense que fue descubierta por Kelly Stereit, dueña de Mode Models, mientras se encontraba con su madre en la Calgary's Women Shopping convention. Ella la invitó a participar a una competencia de dicha empresa para buscar nuevos rostros. A la edad de doce años ganó en la búsqueda de modelos de dicha agencia.
Es distinguida por sus grandes ojos, y las bien apreciadas en el mundo de la moda facciones de muñeca, entre otras modelos de este tipo están Vlada Roslyakova, Lily Cole, Jessica Stam y Lisa Cant. Heather Marks es una de las tops models más representativas de la década de los 2000.

## Inicios
A la edad de 15, Marks fue enviado a Toronto y comenzó a reservar puestos de trabajo en Nueva York, incluyendo su primer editorial para Vogue Italia. Hizo su debut en pista tres años más tarde en el show de alta costura de Givenchy Primavera 2003. Su debut en un prêt-à-porter se realizó en el desfile primavera/verano de la temporada 2004, en la que participó en más de 43 espectáculos.

## Carrera
Ha aparecido en la portada de revistas como Vogue, Dazed, French and Mixte. Se ha caracterizado por ser el rostro de Moschino. Ha participado en la publicidad y campañas de marcas como de Dolce & Gabbana, Calvin Klein, Emporio Armani, Marc Jacobs, Max Mara, Moschino, Kenzo, Jimmy Choo, Lacoste, Anna Sui, Christian Lacroix, Roberto Cavalli, Badgley Mischka, Jeremy Laing, Sisley y otros destacados diseñadores de moda.
También ha aparecido en los anuncios de H & M, Aubin & Wills, Converse, Victoria Secret, Lui Jeans, American Eagle, Benetton, Blanco [desambiguación necesitó], Cacharel, Daks, GAP, Holt Renfrew, Lee Jeans, Levi Mango, Sportmax, Swarovski, Trussardi y Via Spiga.  Es reconocida en la industria como una modelo bella que atrae dinero, ya que ella ha aparecido en campañas de cosméticos para Anna Sui, Revlon, MAC y Nars.
También interpretó a suki en Silent Hill: Revelation 3D con un pequeño papel y participó en la película Bloody reunion como Angelica.

## Vida personal
Marks actualmente vive en Greenwich Village con su bulldog nglés, Otis. Ella ha declarado que era un "marimacho" y es un fan del wakeboard, snowboard y del fútbol. También posee una cabaña en la Columbia Británica, donde se mantiene durante al menos una vez al mes al año. Ha declarado que de niña ser modelo no era algo que estuviera en sus planes, por lo que a veces le sorprende hasta donde ha llegado.

## Agencias
- Women Management - New York
- Louisa Models - Munich
- Fotogen Model Agency
- Why Not Model Agency - Milan
- Select Model Management
- Mode Models - Calgary
- Women Management - Paris
- Giovanni Model Management - Montreal
- MY Model Management
- UNO Barcelona